# Custodie Cautelari
I Custodie Cautelari sono un gruppo musicale italiano.

## La storia del gruppo
Nascono il 20 ottobre 1993 e producono il primo album di inediti “Lune” nel 1997. Negli anni hanno svolti numerosi concerti dal vivo, coinvolgendo svariati musicisti italiani Eugenio Finardi, Neffa, Irene Grandi, Enrico Ruggeri, Elio (degli Elio e le Storie Tese), Gianluca Grignani.
Nel 2001 la band ha ricevuto la candidatura alle nomination degli Italian Music Awards, con il singolo Musica, sia nella categoria 'Singoli Italiani' che in quella 'Gruppo Italiano' e 'Artista Rivelazione Italiano'.
Noti per l'organizzazione dell'evento “Notte delle chitarre”, la band raggiunge il grande pubblico nel 2002 grazie all'interessamento di Angelo Carrara (Target Music), nasce così l'album "Notte delle Chitarre". Nel progetto, alle Custodie Cautelari, si affiancano Maurizio Solieri, Alberto Radius, Ricky Portera, Mario Schilirò, Cesareo, Giuseppe Scarpato, Luca Colombo, Max Cottafavi, Fabrizio Consoli, Cristiano Maramotti.
L'album contiene duetti con Gianluca Grignani, Elio (Delle Storie Tese), Eugenio Finardi, Francesco Renga, Franco Battiato, Franz Di Cioccio.
Nel 2013 esce "Noi e l'Oro Vol. 1", con cover di Ivano Fossati e Fabrizio De André, che si alternano a composizioni originali scritte con Enrico Ruggeri ed Eugenio Finardi. Il singolo di questo disco si intotola "Lasciatemi qui", scritto con Max Cottafavi.
Nel dicembre 2013 viene pubblicato il singolo "Fine Dicembre" delle Custodie Cautelari feauturing Maurizio Solieri. Il brano, masterizzato agli Abbey Road Studios, è scritto da Maurizio Solieri e Ettore Diliberto.
Il 2015 vede l'uscita di "Noi e l'oro Vol.2 pubblicato con Et-Team/Aereostella/Self.
Questo periodo vede iniziare una collaborazione tra la band e Cristiano De Andrè.
Il 25/06/2016, la band viene convocata a realizzare un concerto della "Notte delle chitarre", in occasione del International Wikimedia Conference a Esino Lario.
Il 2016 vede l'uscita dell'album "Notte delle chitarre (e altri incidenti)", pubblicato con Et-Team/Aereostella/Self
La band produce uno spettacolo chiamato "Il nostro caro angelo" e realizzato in teatri e palasport con la partecipazione di Mogol
Il 2017 vede la band impegnata in numerosi concerti
Nel 2018 la formazione organiza ad Asti un'ulteriore concerto di "Notte delle chitarre" questa volta denominato "La più grande Notte delle chitarre"

## Formazione
- Ettore Diliberto: Voce e Chitarra
- Francesca De Bonis: voce
- Salvatore Bazzarelli: tastiere
- Simone Tosto: Basso
- Samuele Perduca: Chitarra
- Nicolas Megna: Batteria
- Anna Portalupi: Basso

## Discografia

### Album
- 1997 – Lune[26]
- 2002 – Notte delle chitarre (Sony Music)
- 2005 – L'incoscienza (Duck Records)
- 2010 – Notte delle chitarre Anniversario (Top Records - Edel)
- 2013 – Noi e l'oro vol.1 (Top Records - Edel)[27]
- 2015 – Noi e l'oro vol.2 (Et-Team - Aereostella - Self)[28][29]
- 2016 – Notte delle chitarre (e altri incidenti) (Et-Team-Aereostella-Self)[30][31][32]

### Singoli
- 2000 – Musica - Vivere (River Nile Records/Ala Bianca)[33]
- 2020 – Dopo l'isolamento
- 2020 – Mi vida - Reflections feat Matt Backer & London String Group (Milano Music Play)